# D. J. Franzen
D. J. Franzen (* 1967 in Köln) ist ein deutscher Autor. Er lebt und arbeitet mit seiner zweiten Frau in seinem Geburtsort.

## Künstlerisches Schaffen
Nach einigen Kurzgeschichten und einer Space Opera, die er alle unter dem Namen Dirk Ganser veröffentlichte, begann Franzen damit, die verschiedenen Genres der Phantastik zu vermischen. Science-Fiction und Fantasy haben sicherlich den größten Anteil an seinen neueren Werken, aber es sind auch Anleihen an die klassischen Abenteuergeschichten seiner Kindheit und Jugend, mit denen er sich in seinen Texten oftmals ein wenig abseits der üblichen Settings der dunklen Phantastik bewegt.
So war er als Konzepterfinder und Exposéredakteur seiner zwölf Bände umfassenden Taschenheftserie Armageddon, die Suche nach Eden (erschienen im Begedia-Verlag, zusammen mit den Autoren Ben B. Black und Dave Nocturn) einer der ersten deutschsprachigen Autoren, die das Setting der Zombie-Apokalypse um die Facetten Mystik, Religion und Science-Fiction erweiterten. In dieser Taschenheftreihe ließ Franzen eine Zombie-Apokalypse in Deutschland (speziell in Köln) spielen, statt wie in dem Genre sonst üblich, in den USA.

## Werke

### Armageddon, die Suche nach Eden
- Gottes letzte Kinder. (Band 1), Begedia-Verlag 2012, ISBN 3-943795-21-7 (Konzept, Exposé, Autor)
- Die Vergessenen. (Band 2), Begedia-Verlag 2012, ISBN 3-943795-22-5 (Konzept, Exposé, Autor)
- Verlorene Hoffnung. (Band 3), Begedia-Verlag 2012, ISBN 3-943795-23-3 (Konzept, Exposé, Autor Ben B. Black)
- Babylon. (Band 4), Begedia-Verlag 2012, ISBN 3-943795-24-1 (Konzept, Exposé, Autor Dave Nocturn)
- Herbst. (Band 5), Begedia-Verlag 2012, ISBN 3-943795-28-4 (Konzept, Exposé, Autor Ben B. Black)
- Kaltes Land. (Band 6), Begedia-Verlag 2013, ISBN 3-943795-35-7 (Konzept, Exposé, Autor)
- Winter. (Band 7), Begedia-Verlag 2013, ISBN 3-943795-41-1 (Konzept, Exposé, Autor Dave Nocturn)
- Terror. (Band 8), Begedia-Verlag 2013, ISBN 3-943795-49-7 (Konzept, Exposé, Autor)
- Odyssee. (Band 9), Begedia-Verlag 2012, ISBN 3-943795-59-4 (Konzept, Exposé, Autor Ben B. Black)
- Eine neue Ordnung. (Band 10), Begedia-Verlag 2013, ISBN 3-943795-67-5 (Konzept, Exposé, Autor Dave Nocturn)
- Exodus. (Band 11), Begedia-Verlag 2012, ISBN 3-943795-79-9 (Konzept, Exposé, Autor Ben B. Black)
- Eden. (Band 12), Begedia-Verlag 2014, ISBN 3-943795-84-5 (Konzept, Exposé, Autor)

### Dan Shockers Larry Brent – Neue Fälle
- Das Sanatorium. Blitz Verlag, 2014, ISBN 3-89840-398-X

### Romane
- Pate der Verlorenen. (als Dirk Ganser) Begedia-Verlag, 2012, ISBN 3-9813946-5-8
- Das letzte Kommando. Science-Fiction Novelle, (E-Book) Amrûn Verlag, 2014, ISBN 978-3-944729-16-9

### Kurzgeschichten
- Luftpost. (als Dirk Ganser), Kurzgeschichte in der Anthologie "Groteske Welt", Hrsg. Peter Fenkart, Lerato Verlag, ISBN 978-3-938882-62-7
- Verführerisches Gift. (als Dirk Ganser), Kurzgeschichte in der Anthologie "Groteske Welt", Hrsg. Peter Fenkart, Lerato Verlag, ISBN 978-3-938882-62-7
- Der Letzte Kuss. (als Dirk Ganser), Kurzgeschichte in der Anthologie "Gefühlte Welt", Hrsg. Peter Fenkart, Lerato Verlag, ISBN 978-3-941527-00-3
- Herbstgeflüster. (als Dirk Ganser), Kurzgeschichte in der Anthologie "Augenblick", Hrsg. Marco Frohberger, Web-Site Verlag ISBN 978-3-940445-40-7
- Schneegestöber. (als Dirk Ganser), Kurzgeschichte in der Anthologie "Weihnachtsgeschichten Band 2, Hrsg. Ronald Henss, Dr. Ronald Henss Verlag, ISBN 978-3-939937-03-6
- Das Tor. (als Dirk Ganser) Kurzgeschichte in der Anthologie „Uhrwerk Venedig“, Ulrich Burger Verlag, 2011, ISBN 3-943378-01-2
- Das Leuchten in der Ferne. (als Dirk Ganser) Kurzgeschichte in der Anthologie „Prototypen und andere Unwägbarkeiten“, Begedia-Verlag, 2011, ISBN 3-9813946-0-7
- Der letzte Wellenläufer. (als Dirk Ganser) Bonuskurzgeschichte in der E-Book-Version von »Pate der Verlorenen«, Begedia-Verlag, 2012
- Body-Modification. Kurzgeschichte in der Anthologie „Diabolos MMXIV“, Luzifer Verlag, 2014, ISBN 3-943408-25-6
- Der Nomade. Kurzgeschichte in der Anthologie „Mängelexemplare – Dystopia“, Amrûn Verlag, 2014, ISBN 3-944729-41-2
- Der große Gig. Kurzgeschichte in der Anthologie »Bullet«, p.machinery Michael Haitel, ISBN 978-3957650153
- Get the funk out. Kurzgeschichte in der Anthologie »p.graffiti«, p.machinery Michael Haitel, ISBN 978-3957650221
- Der Rainman. Kurzgeschichte in dem Bildband "Inspiration", Hrsg. Marianne Labisch, p.machinery Michael Haitel, ISBN 978-3957651372